# ウーマン・イン・ザ・ウィンドウ
『ウーマン・イン・ザ・ウィンドウ』（The Woman in the Window）は、2021年5月14日にNetflixから配信されたアメリカ合衆国のスリラー映画。監督はジョー・ライト。主演はエイミー・アダムス。共演はジュリアン・ムーア、ゲイリー・オールドマン、ブライアン・タイリー・ヘンリー、アンソニー・マッキーら。

## あらすじ
児童専門セラピストのアナ・フォックスは、夫のエドワードと別居してから、マンハッタンのアパートに独り住んでいる。夫は娘のオリヴィアと暮らしていて、夫とは毎日のように電話している。アナは広場恐怖症を患っていて、家に閉じこもりがちなので、2階の窓から近所の人々を観察するようになっている。通りの向かいに最近引っ越してきたラッセル一家もその対象である。またアナは、大量の薬を服用し、アルコールに浸っている。ある晩、ジェーン・ラッセルがアナを訪ねてきて、知り合いになる。アナはジェーンの15歳の息子イーサンにも顔を合わせ、父親であるアリステアが暴力を振るうことを知る。

## キャスト
※括弧内は日本語吹替。
- アナ・フォックス博士 - エイミー・アダムス（中村千絵[4]）

児童心理のセラピスト。
- イーサン・ラッセル - フレッド・ヘッキンジャー（町屋圭祐[4]）

アリステアとジェーンの息子。
- アリステア・ラッセル - ゲイリー・オールドマン（立川三貴[4]）

ジェーンの夫。
- ジェーン・ラッセル（1） - ジュリアン・ムーア（深見梨加）

アリステアの妻。
- ジェーン・ラッセル（2） - ジェニファー・ジェイソン・リー（須川晶紀）

アリステアの妻。
- デヴィッド・ウィンター - ワイアット・ラッセル（小松史法）

アナの自宅に住む間借り人。
- リトル刑事 - ブライアン・タイリー・ヘンリー（木村雅史）

アナの通報に駆け付ける刑事。
- ノレッリ刑事 - ジーイーン・セラルズ（アナンド雪）

リトル刑事の同僚。
- エドワード・“エド”・フォックス - アンソニー・マッキー（白熊寛嗣）

アナの夫。
- オリヴィア・フォックス - マライア・ボーズマン（新津ちせ）

アナとエドの娘。
- ランディ博士 - トレイシー・レッツ（金尾哲夫）

## 製作
2016年9月、フォックス2000ピクチャーズはA・J・フィンの同名小説の映画化権を購入した。2018年3月、監督をジョー・ライト、脚本をトレイシー・レッツ、製作をイーライ・ブッシュとスコット・ルーディンが務めることが分かった。同年4月、エイミー・アダムスがキャストに加わった。同年7月、ジュリアン・ムーア、ゲイリー・オールドマン、ワイアット・ラッセル、ブライアン・タイリー・ヘンリーがキャストに加わった。同年8月、アンソニー・マッキーとフレッド・ヘッチンジャーがキャストに加わった。

### 撮影
主要な撮影は、2018年8月6日にニューヨークで始まり、同年10月30日に終了した。

## 公開
当初、本作は20世紀フォックス（現・20世紀スタジオ）による配給で2019年10月4日に全米公開される予定だったが、テスト試写での不評を受けて再撮影が行われることになったことやウォルト・ディズニー・カンパニーが21世紀フォックスを買収した影響で各映画の公開スケジュールの再調整が生じたことも加わり、全米公開は2020年5月15日に延期された。
その後、2020年8月4日にディズニーが新型コロナウイルスの影響で劇場公開を断念し、配給権をNetflixに譲渡する方針で交渉していることが報じられた。ディズニーはNetflixと同様の定額制動画配信サービスであるDisney+やHuluを保有しているが、内容が大人向けスリラー作品であるため、他社動画配信サービスでの公開が望ましいと判断したとみられる。
2021年1月12日、Netflixは2021年に配信予定の新作映画を公表し、本映画も同年内に同サービスにて公開することを発表。その後、同年5月14日に世界一斉配信することを明らかにした。
なお、制作を担当したフォックス2000ピクチャーズはディズニーによる21世紀フォックスの買収の一環により、2021年5月14日にレーベルを閉鎖した。そのため、本作はフォックス2000ピクチャーズが制作を担当した最後の映画となった。

## 評価
本作の評価は全体的に芳しくない。レビュー・アグリゲーターのRotten Tomatoesでは205件のレビューで支持率は26%、平均点は4.7/10となった。Metacriticでは39件のレビューを基に加重平均値が41/100となった。また第42回ゴールデンラズベリー賞に作品賞など5部門でノミネートされたが、受賞は免れた。